# حاتم عقل
حاتم عقل (انگلیسی: Hatem Aqel؛ زاده ۲۰ ژوئن ۱۹۷۸) یک بازیکن فوتبال اهل اردن است.
وی همچنین در تیم ملی فوتبال اردن بازی کرده است.